# Дянков, Траян
Траян Колев Дянков (болг. Траян Колев Дянков; 21 июня 1976, Варна, Болгария — 1 августа 2016, там же) — болгарский футболист, центральный и правый защитник.

## Клубная карьера
Траян Дянков — воспитанник молодёжной школы «Спартака» из родной Варны. В сезоне 1993/94 дебютировал за первую команду, сыграв 2 матча в чемпионате Болгарии, дебютный матч сыграл 10 апреля 1994 года против софийской «Славии». В 1998 участвовал в матчах Кубка Интертото против «Балтики». В 2000 перешёл в кюстендильский «Велбажд», поиграв там один сезон, перебрался в пловдивский «Локомотив», с которым он в сентябре 2002 поучаствовал в самой крупной победе в чемпионате в матче с «Добруджей» из Добрича, забив первый гол в игре, которая завершилась со счётом 9:1. В 2004 году с «Локомотивом» он стал чемпионом страны.
В 2004 уехал в Россию, где играл второй круг за клуб Первого дивизиона «Динамо» из Махачкалы, но провёл всего два матча. Затем некоторое время из-за травмы не играл в футбол.
В сезоне 2005/06 выступал за «Спартак» (Варна). В июне 2006 года на правах свободного агента перешёл в «Черноморец» из Бургаса, с которым в 2008 участвовал в матчах Кубка Интертото со словенской «Горицей» и со швейцарским «Грассхоппером». В «Черноморце» выступал семь сезонов и был капитаном команды. 15 января 2011 года, было объявлено, что «Черноморец» продлил контракт с игроком до 30 июня 2012 года. За свою карьеру сыграл более 300 матчей в высшей лиге Болгарии.
После ухода из «Черноморца» выступал за клубы низших дивизионов, в том числе пол-сезона играл за варненский «Спартак», опустившийся во второй дивизион, в команде был играющим тренером.
В июле 2016 года завершил игровую карьеру и был назначен главным тренером «Спартака» (Варна). 1 августа 2016 года скончался от инфаркта во время тренировки своего клуба.

## Личная жизнь
В 2009 году Траян Дянков женился.

## Достижения
«Локомотив» (Пловдив)
- Чемпион Болгарии 2004